# Karma Phuntsok

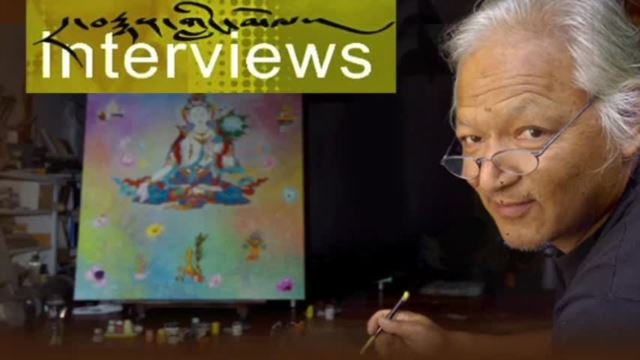
KP

Karma Phuntsok(tibetano: ཀརྨ་ཕུན་ཚོགསༀ, wylie  karma phun tshogs, Lhasa, 1952) es un pintor tibetano thangka afincado en Australia.